# Gongsun Long
Gongsun Long, trascritto anche Gongsun Longzi o Kung-sun Lung (公孫龍T, 公孙龙S, Gōngsūn LóngP; Zhao, 320 a.C. – 250 a.C.), è stato un filosofo cinese.

## Biografia
Gongsun Long fu uno dei più noti rappresentanti della scuola dei Scuola dei nomi (名家; Míngjiā), una derivazione del moismo (墨家; Mòjiā). La filosofia della scuola, che è stata avvicinata a quella dei sofisti e dei dialettici greci, era centrata sulla definizione e sulla logica. Gongsun Long si caratterizzò per la sua approfondita indagine sulla relazione tra i nomi e la realtà attraverso l'analisi concettuale e le argomentazioni razionali.
Le ragioni per cui la Scuola dei nomi conobbe uno sviluppo limitato sono varie e molteplici: il più grave difetto degli esponenti della scuola dei nomi era la tendenza a servirsi in modo non convenzionale dei termini convenzionali, per confezionare paradossi; quelli di Gongsun Long si inserirono nella tradizione del filosofo Hui Shi della Scuola dei nomi (惠施; 370 a.C.-310 a.C.), anche se non ebbero alcuna rilevanza per questioni politiche, morali o pratiche e quindi sono insoliti nella filosofia cinese.
Gongsun Long fu al servizio del Signore di Pingyuan (morto nel 252 a.C.) nello stato settentrionale di Zhao, dove fondò una scuola con i favori sovrani.
Propose i mezzi pacifici per risolvere le controversie, invece di ricorrere alle battaglie, che erano la soluzione più utilizzata nel Periodo degli Stati Combattenti.
Poche sono le notizie sulla sua vita, difatti conosciamo soprattutto alcuni aneddoti riportati negli Zhuāngzǐ (莊子) e nel Lüshi Chunqiu (o Lü-shih Ch'un-ch'iu, 吕氏春秋S) di Lü Buwei, che descrivono i suoi consigli al re Hui di Zhao (298 a.C.-266 a.C.), per evitare di partecipare alla guerra, assieme allo stato di Qin, contro Wei.
La maggior parte degli scritti di Gongsun Long è andata perduta. Tutti i suoi saggi esistenti sono inclusi nel libro Gongsun Longzi (Il maestro Gonsun, (公 孫龍子, Gōngsūn Lóngzǐ, Kung-sun Lung Tzu), l'unica opera superstite dell'antica letteratura cinese che tratta specificamente della logica, di cui restano solo cinque dialoghi e un'introduzione.
L'introduzione è stata scritta postuma e secondo alcuni esperti tre dei dialoghi sono anch'essi postumi.
Il Gongsun Longzi è stato oggetto di studi e di approfondimenti nel corso del tempo.
Il testo del Dialogo del cavallo bianco (白馬論) è relativamente chiaro, mentre Indicando le cose (指物 論) sembra essere intenzionalmente oscuro.
Studiosi recenti hanno suggerito che Gongsun Long non intendesse i suoi dialoghi come seri argomenti filosofici, ma come esercizi di intelligenza, forse anche come intrattenimento leggero.

## Dialogo del cavallo bianco
Il suo trattato più famoso è il Dialogo del cavallo bianco (白馬論), strutturato come conversazione tra due persone, un sofista ed un contradditore: uno enuncia una verità nella dichiarazione e l'altro lo contraddice. L'argomento si basa sui duali significati semantici del linguaggio informale, Gongsun Long cerca di dimostrare che ci sono concetti generali, come un cavallo, e caratteristiche individuali, come un cavallo bianco, in particolare interpretando che un cavallo bianco non è un cavallo, perché il concetto di un cavallo bianco non è lo stesso del concetto di cavallo, ed è un tipo speciale di cavallo la cui "forma" è bianca.

## Opere principali
- Il maestro Gonsun, (公 孫龍子; Gōngsūn Lóngzǐ), comprendente cinque dialoghi più una introduzione:
  - Dialogo del cavallo bianco (白馬論);
  - Indicando le cose, (指物 論; Zhǐwù Lùn), una discussione enigmatica sul riferimento e il referente, o la designazione e il designato;
  - Sulla comprensione del cambiamento (通 變 論; Tōngbiàn Lùn);
  - Su durezza e candore (堅 白 論; Jiānbái Lùn), basato sull'esempio di pietra che è sia dura che bianca;
  - Sul nome e sulla sostanza (名 實 論; Míngshí Lùn);
  - Negozio di tracce (跡 府; Jifǔ).